# 山手幹線 (京都府)
山手幹線（やまてかんせん）は八幡市八幡南山の国道1号交点（八幡洞ヶ峠交差点）から木津川市吐師宮ノ前の京都府道22号八幡木津線交点までをほぼ南北に結ぶ延長16.4キロメートルの都市計画道路である。

## 概要

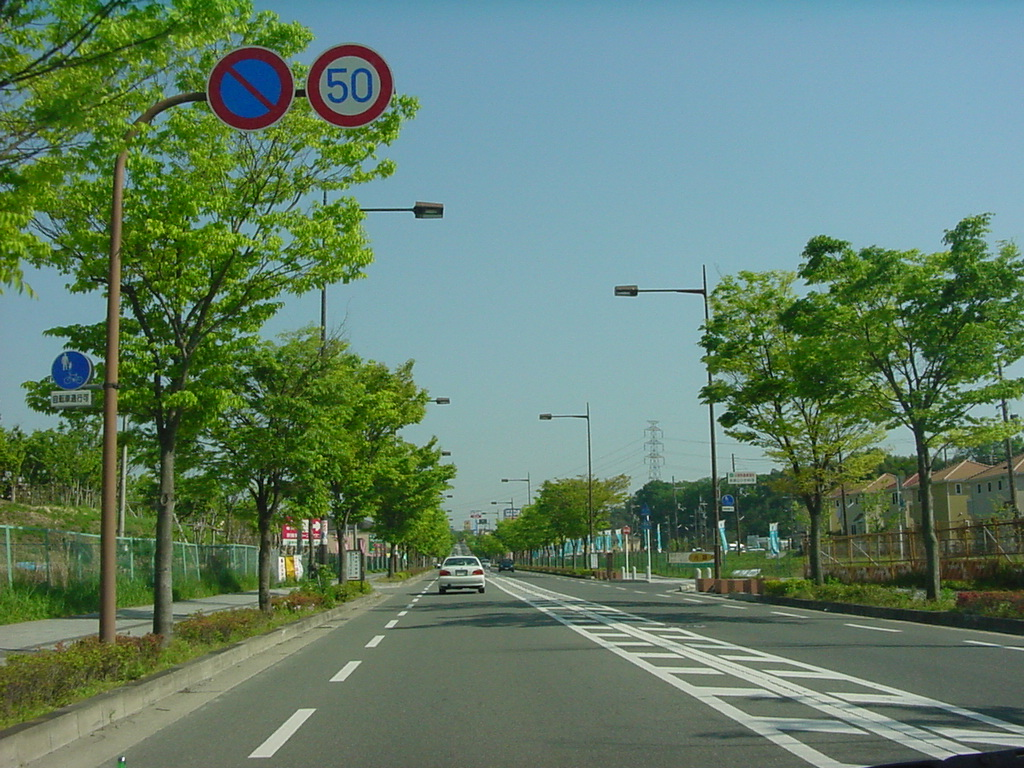
山手幹線（八幡市美濃山より南方向を望む）

木津川左岸地域の関西文化学術研究都市各地区を結ぶ幹線道路である。
京都府道22号八幡木津線のバイパスとしての役割を持つが、正式に京都府道22号八幡木津線に指定されているのは終点側の10.2キロメートルのみであり、残りは京都府道284号八幡京田辺インター線、八幡市道、京田辺市道に指定されている。
現在、1区間（京都府道22号八幡木津線の区間）が未開通であり、全線開通を目指し事業中である。
「山手幹線」は都市計画道路の路線名であるが、愛称として定着しており、案内標識にも表示されている。
なお、兵庫県や滋賀県などにも同名の道路がある。関連項目の節を参照のこと。
2011年、八幡市内の沿道にコストコがオープンすると付近で渋滞が慢性化。他のロードサイド店舗への来客も合わせて2022年頃には路線バスの運行にも支障が出る規模となった。

## 通過する市町村
八幡市 - 京田辺市 - 相楽郡精華町 - 木津川市

## 交差する道路など
| 交差する道路                                            | 交差する場所 | 交差する場所 | 交差する場所               | 正式路線名称                       |
| ------------------------------------------------------- | ------------ | ------------ | -------------------------- | ---------------------------------- |
| 八幡市道橋本南山線 橋本方面                             |              |              |                            |                                    |
| 国道1号〈京阪国道〉 〈枚方バイパス〉                    | 京都府       | 八幡市       | 八幡洞ヶ峠                 | 京都府道284号八幡京田辺インター線  |
| 京都府道735号長尾八幡線                                 | 京都府       | 八幡市       | （八幡備前）               | 京都府道284号八幡京田辺インター線  |
| 都市計画道路内里高野道線（予定）                        | 京都府       | 八幡市       | （美濃山出口）             | 京都府道284号八幡京田辺インター線  |
| 都市計画道路内里高野道線（予定）                        | 京都府       | 八幡市       | （美濃山出口）             | 八幡市道〈山手幹線〉               |
| 京都府道736号交野久御山線                               | 京都府       | 八幡市       | （欽明台中央）             |                                    |
| 第二京阪道路（一般部）国道1号〈バイパス〉               | 京都府       | 京田辺市     | 第二京阪口西／第二京阪口東 | 京田辺市〈山手幹線〉               |
| 京田辺市道薪新田辺線                                    | 京都府       | 京田辺市     | （薪小山）                 | 京田辺市〈山手幹線〉               |
| 京田辺市道薪新田辺線                                    | 京都府       | 京田辺市     | （薪小山）                 | 京都府道22号八幡木津線〈バイパス〉 |
| 国道307号                                               | 京都府       | 京田辺市     | （田辺丸山）               |                                    |
| 京都府道65号生駒井手線                                  | 京都府       | 京田辺市     | 同志社南                   |                                    |
| 京田辺市道南田辺三山木駅前線 京田辺市道南田辺狛田中央線 | 京都府       | 京田辺市     | （同志社山手2丁目）        |                                    |
| 精華町道下狛駅前線                                      | 京都府       | 相楽郡精華町 | （下狛長芝）               |                                    |
| 京都府道71号枚方山城線                                  | 京都府       | 相楽郡精華町 | （北稲八間寺垣外）         |                                    |
| 京都府道72号生駒精華線（旧道）                          | 京都府       | 相楽郡精華町 | （祝園西1丁目）            |                                    |
| 京都府道72号生駒精華線〈バイパス〉 〈精華大通り〉       | 京都府       | 相楽郡精華町 | 畑ノ前公園前               |                                    |
| 未供用区間                                              |              |              |                            |                                    |
|                                                         | 京都府       | 木津川市     | （木津川台1丁目）          |                                    |
| 京都府道326号けいはんな記念公園木津線                   | 京都府       | 木津川市     | （吐師宮ノ前）             |                                    |
| 京都府道22号八幡木津線                                  | 京都府       | 木津川市     | （吐師宮ノ前）             |                                    |

※ 交差する場所の括弧書きは地名、それ以外は交差点名で表示

## 未開通区間
- 精華町精華台1丁目から木津川市木津川台1丁目まで

## 歴史
- 1972年頃 : 京田辺市松井ヶ丘地内開通
- 1978年頃 : 京田辺市大住ヶ丘地内から京田辺市大住丸山まで開通
- 1989年頃 : 京田辺市山手中央から京田辺市松井ヶ丘まで開通
- 1989年頃 : 木津川市木津川台1丁目から木津川市吐師宮ノ前（京都府道22号八幡木津線交点）まで開通
- 1992年8月 : 八幡市美濃山一ノ谷から京田辺市山手中央まで開通
- 1994年頃 : 京田辺市多々羅都谷（同志社大学京田辺キャンパス正門前）から京田辺市多々羅前田（京都府道65号生駒井手線交点）まで開通
- 1997年頃 : 京田辺市松井ヶ丘から京田辺市大住ヶ丘まで（京田辺市花住坂地内）開通
- 1997年11月 : 京田辺市大住丸山から京田辺市薪小山（京田辺市道薪新田辺線交点）まで開通
- 2000年4月 : 八幡市八幡南山（国道1号交点）から八幡市美濃山一ノ谷まで開通
- 2000年10月 : 京田辺市田辺尼ヶ池（京田辺市道〈旧国道307号〉交点）から京田辺市田辺丸山（国道307号交点）まで開通
- 2000年頃 : 精華町祝園西1丁目（京都府道72号生駒精華線（旧道）交点）から精華町植田上山まで開通
- 2001年4月25日 : 京田辺市田辺丸山（国道307号交点）から京田辺市多々羅都谷（同志社大学京田辺キャンパス正門前）まで開通
- 2002年10月 : 精華町北稲八間柿添から祝園西1丁目（京都府道72号生駒精華線（旧道）交点）まで、精華町植田上山から精華町精華台1丁目（京都府道72号生駒精華線（バイパス）交点）まで開通
- 2007年11月1日 : 京田辺市多々羅前田（京都府道65号生駒井手線交点）から京田辺市三山木綾ケ谷（現在の同志社山手2丁目）まで開通
- 2008年6月11日 : 京田辺市薪小山（京田辺市道薪新田辺線交点）から京田辺市田辺尼ヶ池（京田辺市道〈旧国道307号〉交点）まで開通
- 2013年8月11日 : 精華町下狛長芝から北稲八間柿添まで開通[4]
- 2018年3月17日 : 京田辺市同志社山手2丁目から精華町下狛長芝まで開通[5]

## 沿道
- 摂南大学枚方キャンパス
- 大阪工業大学八幡工学実験場
- 京阪東ローズタウン
  - 八幡市立美濃山小学校
  - コストコホールセール京都八幡倉庫店
  - ホームセンタームサシ京都八幡店
  - ソフィアモール
  - フレスト松井山手店
  - 松井山手駅
- 松井ヶ丘
- 大住ヶ丘団地
- 大住駅
- 酬恩庵（一休寺）
- 京田辺市役所
- 同志社大学京田辺キャンパス
- 同志社女子大学京田辺キャンパス
- 同志社国際中学校・高等学校
- 精華町役場
- せいかガーデンシティ
- 精華町立精華中学校